# Cyklon-3
Cyklon-3 (ros. Циклон-3) – ukraińska (dawniej radziecka) rakieta nośna, oparta na pocisku balistycznym R-36. Wykorzystywana była do startów na orbity polarne, głównie w celu wynoszenia satelitów rozpoznawczych Celina-D po wycofaniu z użytku rakiet Wostok-2M, jak również satelitów Meteor i Strzała.

## Starty
1. 24 czerwca 1977, 10:30 GMT; miejsce startu: Plesieck (LC32/2), Rosyjska FSRR
Ładunek: Kosmos 921; Uwagi: start udany
2. 24 września 1977, 10:15 GMT; miejsce startu: Plesieck (LC32/2), Rosyjska FSRR
Ładunek: Kosmos 956; Uwagi: start nieudany – awaria 3. członu
3. 27 grudnia 1977, 08:00 GMT; miejsce startu: Plesieck (LC32/2), Rosyjska FSRR
Ładunek: Kosmos 972; Uwagi: start nieudany – awaria 3. członu
4. 28 czerwca 1978, 17:35 GMT; miejsce startu: Plesieck (LC32/2), Rosyjska FSRR
Ładunek: Kosmos 1025; Uwagi: start udany
5. 26 października 1978, 07:00 GMT; miejsce startu: Plesieck (LC32/2), Rosyjska FSRR
Ładunek: Kosmos 1045, Radio-Sputnik 1, Radio-Sputnik 2; Uwagi: start udany
6. 12 lutego 1979, 13:00 GMT; miejsce startu: Plesieck (LC32/2), Rosyjska FSRR
Ładunek: Kosmos 1076; Uwagi: start udany
7. 23 stycznia 1980, 07:00 GMT; miejsce startu: Plesieck (LC32/1), Rosyjska FSRR
Ładunek: Kosmos 1151; Uwagi: start udany
8. 23 stycznia 1981, : GMT; miejsce startu: Plesieck (LC32/1), Rosyjska FSRR
Ładunek: Geo-IK-1 1; Uwagi: start nieudany – nie oddzieliła się osłona ładunku
9. 24 sierpnia 1981, 21:40 GMT; miejsce startu: Plesieck (LC32/1), Rosyjska FSRR
Ładunek: Kosmos 1300; Uwagi: start udany
10. 21 września 1981, 13:10 GMT; miejsce startu: Plesieck (LC32/1), Rosyjska FSRR
Ładunek: Oreol 3; Uwagi: start udany
11. 30 września 1981, 08:00 GMT; miejsce startu: Plesieck (LC32/1), Rosyjska FSRR
Ładunek: Kosmos 1312; Uwagi: start udany
12. 3 grudnia 1981, 11:47 GMT; miejsce startu: Plesieck (LC32/1), Rosyjska FSRR
Ładunek: Kosmos 1328; Uwagi: start udany
13. 25 marca 1982, 09:50 GMT; miejsce startu: Plesieck (LC32/1), Rosyjska FSRR
Ładunek: Meteor-2 8; Uwagi: start udany
14. 10 czerwca 1982, 17:37 GMT; miejsce startu: Plesieck (LC32/1), Rosyjska FSRR
Ładunek: Kosmos 1378; Uwagi: start udany
15. 16 września 1982, 04:55 GMT; miejsce startu: Plesieck (LC32/2), Rosyjska FSRR
Ładunek: Kosmos 1408; Uwagi: start udany
16. 24 września 1982, 09:15 GMT; miejsce startu: Plesieck (LC32/1), Rosyjska FSRR
Ładunek: Kosmos 1410; Uwagi: start udany
17. 23 kwietnia 1983, 14:30 GMT; miejsce startu: Plesieck (LC32/2), Rosyjska FSRR
Ładunek: Kosmos 1455; Uwagi: start udany
18. 22 czerwca 1983, 23:58 GMT; miejsce startu: Plesieck (LC32/2), Rosyjska FSRR
Ładunek: Kosmos 1470; Uwagi: start udany
19. 28 września 1983, 07:59 GMT; miejsce startu: Plesieck (LC32/1), Rosyjska FSRR
Ładunek: Kosmos 1500; Uwagi: start udany
20. 24 listopada 1983, 12:33 GMT; miejsce startu: Plesieck (LC32/2), Rosyjska FSRR
Ładunek: Kosmos 1510; Uwagi: start udany
21. 15 grudnia 1983, 12:25 GMT; miejsce startu: Plesieck (LC32/2), Rosyjska FSRR
Ładunek: Kosmos 1515; Uwagi: start udany
22. 8 lutego 1984, 09:23 GMT; miejsce startu: Plesieck (LC32/2), Rosyjska FSRR
Ładunek: Kosmos 1536; Uwagi: start udany
23. 15 marca 1984, 17:05 GMT; miejsce startu: Plesieck (LC32/2), Rosyjska FSRR
Ładunek: Kosmos 1544; Uwagi: start udany
24. 5 lipca 1984, 03:35 GMT; miejsce startu: Plesieck (LC32/2), Rosyjska FSRR
Ładunek: Meteor-2 11; Uwagi: start udany
25. 8 sierpnia 1984, 12:08 GMT; miejsce startu: Plesieck (LC32/2), Rosyjska FSRR
Ładunek: Kosmos 1589; Uwagi: start udany
26. 28 września 1984, 06:00 GMT; miejsce startu: Plesieck (LC32/2), Rosyjska FSRR
Ładunek: Kosmos 1602; Uwagi: start udany
27. 18 października 1984, 17:46 GMT; miejsce startu: Plesieck (LC32/2), Rosyjska FSRR
Ładunek: Kosmos 1606; Uwagi: start udany
28. 27 listopada 1984, 14:12 GMT; miejsce startu: Plesieck (LC32/1), Rosyjska FSRR
Ładunek: Kosmos 1612; Uwagi: start nieudany – nieudana próba restartu silnika 3. stopnia, satelita umieszczony na bezużytecznej orbicie
29. 15 stycznia 1985, 14:50 GMT; miejsce startu: Plesieck (LC32/1), Rosyjska FSRR
Ładunek: Kosmos 1617, Kosmos 1618, Kosmos 1619, Kosmos 1620, Kosmos 1621, Kosmos 1622; Uwagi: start udany
30. 24 stycznia 1985, 16:45 GMT; miejsce startu: Plesieck (LC32/2), Rosyjska FSRR
Ładunek: Kosmos 1626; Uwagi: start udany
31. 6 lutego 1985, 21:45 GMT; miejsce startu: Plesieck (LC32/1), Rosyjska FSRR
Ładunek: Meteor-2 12; Uwagi: start udany
32. 5 marca 1985, 15:39 GMT; miejsce startu: Plesieck (LC32/2), Rosyjska FSRR
Ładunek: Kosmos 1633; Uwagi: start udany
33. 14 czerwca 1985, 10:36 GMT; miejsce startu: Plesieck (LC32/1), Rosyjska FSRR
Ładunek: Kosmos 1660; Uwagi: start udany
34. 8 lipca 1985, 23:40 GMT; miejsce startu: Plesieck (LC32/2), Rosyjska FSRR
Ładunek: Kosmos 1666; Uwagi: start udany
35. 8 sierpnia 1985, 11:49 GMT; miejsce startu: Plesieck (LC32/1), Rosyjska FSRR
Ładunek: Kosmos 1674; Uwagi: start udany
36. 9 października 1985, 21:35 GMT; miejsce startu: Plesieck (LC32/1), Rosyjska FSRR
Ładunek: Kosmos 1690, Kosmos 1691, Kosmos 1692, Kosmos 1693, Kosmos 1694, Kosmos 1695; Uwagi: start udany
37. 24 października 1985, 02:30 GMT; miejsce startu: Plesieck (LC32/1), Rosyjska FSRR
Ładunek: Meteor-3 1; Uwagi: start udany
38. 22 listopada 1985, 22:20 GMT; miejsce startu: Plesieck (LC32/2), Rosyjska FSRR
Ładunek: Kosmos 1703; Uwagi: start udany
39. 12 grudnia 1985, 15:51 GMT; miejsce startu: Plesieck (LC32/1), Rosyjska FSRR
Ładunek: Kosmos 1707; Uwagi: start udany
40. 26 grudnia 1985, 01:50 GMT; miejsce startu: Plesieck (LC32/1), Rosyjska FSRR
Ładunek: Meteor-2 13; Uwagi: start udany
41. 17 stycznia 1986, 07:21 GMT; miejsce startu: Plesieck (LC32/1), Rosyjska FSRR
Ładunek: Kosmos 1726; Uwagi: start udany
42. 11 lutego 1986, 06:56 GMT; miejsce startu: Plesieck (LC32/2), Rosyjska FSRR
Ładunek: Kosmos 1732; Uwagi: start udany
43. 19 lutego 1986, 23:04 GMT; miejsce startu: Plesieck (LC32/1), Rosyjska FSRR
Ładunek: Kosmos 1733; Uwagi: start udany
44. 15 maja 1986, 04:26 GMT; miejsce startu: Plesieck (LC32/1), Rosyjska FSRR
Ładunek: Kosmos 1743; Uwagi: start udany
45. 27 maja 1986, 09:30 GMT; miejsce startu: Plesieck (LC32/1), Rosyjska FSRR
Ładunek: Meteor-2 14; Uwagi: start udany
46. 12 czerwca 1986, 04:43 GMT; miejsce startu: Plesieck (LC32/1), Rosyjska FSRR
Ładunek: Kosmos 1758; Uwagi: start udany
47. 28 lipca 1986, 21:08 GMT; miejsce startu: Plesieck (LC32/2), Rosyjska FSRR
Ładunek: Kosmos 1766; Uwagi: start udany
48. 30 września 1986, 18:34 GMT; miejsce startu: Plesieck (LC32/1), Rosyjska FSRR
Ładunek: Kosmos 1782; Uwagi: start udany
49. 15 października 1986, : GMT; miejsce startu: Plesieck (LC32/2), Rosyjska FSRR
Ładunek: 6 satelitów Strzała-3; Uwagi: start nieudany - wyciek z systemu utrzymania ciśnienia w zbiornikach 1. stopnia
50. 2 grudnia 1986, 07:00 GMT; miejsce startu: Plesieck (LC32/1), Rosyjska FSRR
Ładunek: Kosmos 1803; Uwagi: start udany
51. 10 grudnia 1986, 07:30 GMT; miejsce startu: Plesieck (LC32/2), Rosyjska FSRR
Ładunek: Kosmos 1805; Uwagi: start udany
52. 18 grudnia 1986, 08:00 GMT; miejsce startu: Plesieck (LC32/2), Rosyjska FSRR
Ładunek: Kosmos 1809; Uwagi: start udany
53. 5 stycznia 1987, 01:20 GMT; miejsce startu: Plesieck (LC32/2), Rosyjska FSRR
Ładunek: Meteor-2 15; Uwagi: start udany
54. 14 stycznia 1987, 09:05 GMT; miejsce startu: Plesieck (LC32/2), Rosyjska FSRR
Ładunek: Kosmos 1812; Uwagi: start udany
55. 20 lutego 1987, 04:43 GMT; miejsce startu: Plesieck (LC32/2), Rosyjska FSRR
Ładunek: Kosmos 1823; Uwagi: start udany
56. 3 marca 1987, 15:03 GMT; miejsce startu: Plesieck (LC32/2), Rosyjska FSRR
Ładunek: Kosmos 1825; Uwagi: start udany
57. 13 marca 1987, 13:11 GMT; miejsce startu: Plesieck (LC32/2), Rosyjska FSRR
Ładunek: Kosmos 1827, Kosmos 1828, Kosmos 1829, Kosmos 1830, Kosmos 1831, Kosmos 1832; Uwagi: start udany
58. 27 kwietnia 1987, 00:00 GMT; miejsce startu: Plesieck (LC32/2), Rosyjska FSRR
Ładunek: Kosmos 1842; Uwagi: start udany
59. 1 lipca 1987, 19:35 GMT; miejsce startu: Plesieck (LC32/2), Rosyjska FSRR
Ładunek: Kosmos 1862; Uwagi: start udany
60. 19 lipca 1987, 04:25 GMT; miejsce startu: Plesieck (LC32/2), Rosyjska FSRR
Ładunek: Kosmos 1869; Uwagi: start udany
61. 18 sierpnia 1987, 02:27 GMT; miejsce startu: Plesieck (LC32/1), Rosyjska FSRR
Ładunek: Meteor-2 16; Uwagi: start udany
62. 7 września 1987, 23:50 GMT; miejsce startu: Plesieck (LC32/1), Rosyjska FSRR
Ładunek: Kosmos 1875, Kosmos 1876, Kosmos 1877, Kosmos 1878, Kosmos 1879, Kosmos 1880; Uwagi: start udany
63. 20 października 1987, 09:09 GMT; miejsce startu: Plesieck (LC32/1), Rosyjska FSRR
Ładunek: Kosmos 1892; Uwagi: start udany
64. 6 stycznia 1988, 07:41 GMT; miejsce startu: Plesieck (LC32/2), Rosyjska FSRR
Ładunek: Kosmos 1908; Uwagi: start udany
65. 15 stycznia 1988, 03:49 GMT; miejsce startu: Plesieck (LC32/1), Rosyjska FSRR
Ładunek: Kosmos 1909, Kosmos 1910, Kosmos 1911, Kosmos 1912, Kosmos 1913, Kosmos 1914; Uwagi: start udany
66. 30 stycznia 1988, 11:00 GMT; miejsce startu: Plesieck (LC32/1), Rosyjska FSRR
Ładunek: Meteor-2 17; Uwagi: start udany
67. 15 marca 1988, 18:50 GMT; miejsce startu: Plesieck (LC32/2), Rosyjska FSRR
Ładunek: Kosmos 1933; Uwagi: start udany
68. 30 maja 1988, 08:00 GMT; miejsce startu: Plesieck (LC32/1), Rosyjska FSRR
Ładunek: Kosmos 1950; Uwagi: start udany
69. 14 czerwca 1988, 03:18 GMT; miejsce startu: Plesieck (LC32/2), Rosyjska FSRR
Ładunek: Kosmos 1953; Uwagi: start udany
70. 5 lipca 1988, 09:45 GMT; miejsce startu: Plesieck (LC32/1), Rosyjska FSRR
Ładunek: Okean 1; Uwagi: start udany
71. 26 lipca 1988, 05:01 GMT; miejsce startu: Plesieck (LC32/2), Rosyjska FSRR
Ładunek: Meteor-3 2; Uwagi: start udany
72. 11 października 1988, 08:01 GMT; miejsce startu: Plesieck (LC32/1), Rosyjska FSRR
Ładunek: Kosmos 1975; Uwagi: start udany
73. 23 grudnia 1988, 07:20 GMT; miejsce startu: Plesieck (LC32/1), Rosyjska FSRR
Ładunek: Kosmos 1985; Uwagi: start udany
74. 10 lutego 1989, 15:13 GMT; miejsce startu: Plesieck (LC32/1), Rosyjska FSRR
Ładunek: Kosmos 1994, Kosmos 1995, Kosmos 1996, Kosmos 1997, Kosmos 1998, Kosmos 1999; Uwagi: start udany
75. 28 lutego 1989, 04:05 GMT; miejsce startu: Plesieck (LC32/2), Rosyjska FSRR
Ładunek: Meteor-2 18; Uwagi: start udany
76. 9 czerwca 1989, 10:10 GMT; miejsce startu: Plesieck (LC32/2), Rosyjska FSRR
Ładunek: Okean-O1; Uwagi: start nieudany – nieudana próba restartu silnika 3. stopnia
77. 28 sierpnia 1989, 00:14 GMT; miejsce startu: Plesieck (LC32/2), Rosyjska FSRR
Ładunek: Kosmos 2037; Uwagi: start udany
78. 14 września 1989, 09:49 GMT; miejsce startu: Plesieck (LC32/1), Rosyjska FSRR
Ładunek: Kosmos 2038, Kosmos 2039, Kosmos 2040, Kosmos 2041, Kosmos 2042, Kosmos 2043; Uwagi: start udany
79. 28 września 1989, 00:04 GMT; miejsce startu: Plesieck (LC32/2), Rosyjska FSRR
Ładunek: Interkosmos 24, Magion 2; Uwagi: start udany
80. 24 października 1989, 21:35 GMT; miejsce startu: Plesieck (LC32/1), Rosyjska FSRR
Ładunek: Meteor-3 3; Uwagi: start udany
81. 27 grudnia 1989, 00:00 GMT; miejsce startu: Plesieck (LC32/2), Rosyjska FSRR
Ładunek: Kosmos 2053; Uwagi: start udany
82. 30 stycznia 1990, 11:20 GMT; miejsce startu: Plesieck (LC32/1), Rosyjska FSRR
Ładunek: Kosmos 2058; Uwagi: start udany
83. 28 lutego 1990, 00:55 GMT; miejsce startu: Plesieck (LC32/2), Rosyjska FSRR
Ładunek: Okean 2; Uwagi: start udany
84. 27 czerwca 1990, 22:30 GMT; miejsce startu: Plesieck (LC32/1), Rosyjska FSRR
Ładunek: Meteor-2 19; Uwagi: start udany
85. 30 lipca 1990, 00:06 GMT; miejsce startu: Plesieck (LC32/1), Rosyjska FSRR
Ładunek: Kosmos 2088; Uwagi: start udany
86. 8 sierpnia 1990, 04:15 GMT; miejsce startu: Plesieck (LC32/2), Rosyjska FSRR
Ładunek: Kosmos 2090, Kosmos 2091, Kosmos 2092, Kosmos 2093, Kosmos 2094, Kosmos 2095; Uwagi: start udany
87. 28 września 1990, 07:30 GMT; miejsce startu: Plesieck (LC32/1), Rosyjska FSRR
Ładunek: Meteor-2 20; Uwagi: start udany
88. 28 listopada 1990, 16:33 GMT; miejsce startu: Plesieck (LC32/2), Rosyjska FSRR
Ładunek: Kosmos 2106; Uwagi: start udany
89. 22 grudnia 1990, 07:28 GMT; miejsce startu: Plesieck (LC32/2), Rosyjska FSRR
Ładunek: Kosmos 2114, Kosmos 2115, Kosmos 2116, Kosmos 2117, Kosmos 2118, Kosmos 2119; Uwagi: start udany
90. 24 kwietnia 1991, 01:37 GMT; miejsce startu: Plesieck (LC32/2), Rosyjska FSRR
Ładunek: Meteor-3 4; Uwagi: start udany
91. 16 maja 1991, 21:40 GMT; miejsce startu: Plesieck (LC32/2), Rosyjska FSRR
Ładunek: Kosmos 2143, Kosmos 2144, Kosmos 2145, Kosmos 2146, Kosmos 2147, Kosmos 2148; Uwagi: start udany
92. 4 czerwca 1991, 08:10 GMT; miejsce startu: Plesieck (LC32/2), Rosyjska FSRR
Ładunek: Okean 3; Uwagi: start udany
93. 13 czerwca 1991, 15:41 GMT; miejsce startu: Plesieck (LC32/2), Rosyjska FSRR
Ładunek: Kosmos 2151; Uwagi: start udany
94. 15 sierpnia 1991, 09:14 GMT; miejsce startu: Plesieck (LC32/2), Rosyjska FSRR
Ładunek: Meteor-3 5; Uwagi: start udany
95. 28 września 1991, 07:05 GMT; miejsce startu: Plesieck (LC32/2), Rosyjska FSRR
Ładunek: Kosmos 2157, Kosmos 2158, Kosmos 2159, Kosmos 2160, Kosmos 2161, Kosmos 2162; Uwagi: start udany
96. 12 listopada 1991, 20:09 GMT; miejsce startu: Plesieck (LC32/1), Rosyjska FSRR
Ładunek: Kosmos 2165, Kosmos 2166, Kosmos 2167, Kosmos 2168, Kosmos 2169, Kosmos 2170; Uwagi: start udany
97. 18 grudnia 1991, 03:54 GMT; miejsce startu: Plesieck (LC32/2), Rosyjska FSRR
Ładunek: Interkosmos 25, Magion 3; Uwagi: start udany
98. 13 lipca 1992, 17:41 GMT; miejsce startu: Plesieck (LC32/1), Federacja Rosyjska
Ładunek: Kosmos 2197, Kosmos 2198, Kosmos 2199, Kosmos 2200, Kosmos 2201, Kosmos 2202; Uwagi: start udany
99. 20 października 1992, 12:58 GMT; miejsce startu: Plesieck (LC32/1), Federacja Rosyjska
Ładunek: Kosmos 2211, Kosmos 2212, Kosmos 2213, Kosmos 2214, Kosmos 2215, Kosmos 2216; Uwagi: start udany
100. 24 listopada 1992, 04:09 GMT; miejsce startu: Plesieck (LC32/1), Federacja Rosyjska
Ładunek: Kosmos 2221; Uwagi: start udany
101. 22 grudnia 1992, 12:36 GMT; miejsce startu: Plesieck (LC32/2), Federacja Rosyjska
Ładunek: Kosmos 2226; Uwagi: start udany
102. 25 kwietnia 1992, 20:07 GMT; miejsce startu: Plesieck (LC32/2), Federacja Rosyjska
Ładunek: Kosmos 2228; Uwagi: start udany
103. 16 kwietnia 1993, 07:49 GMT; miejsce startu: Plesieck (LC32/1), Federacja Rosyjska
Ładunek: Kosmos 2242; Uwagi: start udany
104. 11 maja 1993, 14:56 GMT; miejsce startu: Plesieck (LC32/1), Federacja Rosyjska
Ładunek: Kosmos 2245, Kosmos 2246, Kosmos 2247, Kosmos 2248, Kosmos 2249, Kosmos 2250; Uwagi: start udany
105. 24 czerwca 1993, 04:12 GMT; miejsce startu: Plesieck (LC32/1), Federacja Rosyjska
Ładunek: Kosmos 2252, Kosmos 2253, Kosmos 2254, Kosmos 2255, Kosmos 2256, Kosmos 2257; Uwagi: start udany
106. 31 sierpnia 1993, 04:40 GMT; miejsce startu: Plesieck (LC32/1), Federacja Rosyjska
Ładunek: Meteor-2 21, Temisat; Uwagi: start udany
107. 25 stycznia 1994, 00:25 GMT; miejsce startu: Plesieck (LC32/1), Federacja Rosyjska
Ładunek: Meteor-3 6, Tubsat-B; Uwagi: start udany
108. 12 lutego 1994, 08:54 GMT; miejsce startu: Plesieck (LC32/1), Federacja Rosyjska
Ładunek: Kosmos 2268, Kosmos 2269, Kosmos 2270, Kosmos 2271, Kosmos 2272, Kosmos 2273; Uwagi: start udany
109. 2 marca 1994, 03:25 GMT; miejsce startu: Plesieck (LC32/1), Federacja Rosyjska
Ładunek: Interkosmos 26; Uwagi: start udany
110. 25 maja 1994, 10:15 GMT; miejsce startu: Plesieck (LC32/2), Federacja Rosyjska
Ładunek: Celina-D; Uwagi: start nieudany – nie doszło do oddzielenia 2. i 3. stopnia rakiety
111. 11 października 1994, 14:30 GMT; miejsce startu: Plesieck (LC32/2), Federacja Rosyjska
Ładunek: Okean-O1 7; Uwagi: start udany
112. 29 listopada 1994, 02:54 GMT; miejsce startu: Plesieck (LC32/2), Federacja Rosyjska
Ładunek: Geo-IK 14; Uwagi: start udany
113. 26 grudnia 1994, 22:26 GMT; miejsce startu: Plesieck (LC32/2), Federacja Rosyjska
Ładunek: Kosmos 2299, Kosmos 2300, Kosmos 2301, Kosmos 2302, Kosmos 2303, Kosmos 2304; Uwagi: start udany
114. 31 sierpnia 1995, 06:49 GMT; miejsce startu: Plesieck (LC32/1), Federacja Rosyjska
Ładunek: Sicz-1, FASAT-Alfa; Uwagi: start udany
115. 19 lutego 1996, 00:58 GMT; miejsce startu: Plesieck (LC32/1), Federacja Rosyjska
Ładunek: Kosmos 2328, Kosmos 2329, Kosmos 2330, Goniec-D1 1, Goniec-D1 2, Goniec-D1 3; Uwagi: start udany
116. 14 lutego 1997, 03:47 GMT; miejsce startu: Plesieck (LC32/1), Federacja Rosyjska
Ładunek: Kosmos 2337, Kosmos 2338, Kosmos 2339, Goniec-D1 4, Goniec-D1 5, Goniec-D1 6; Uwagi: start udany
117. 15 czerwca 1998, 22:58 GMT; miejsce startu: Plesieck (LC32/1), Federacja Rosyjska
Ładunek: Kosmos 2352, Kosmos 2353, Kosmos 2354, Kosmos 2355, Kosmos 2356, Kosmos 2357; Uwagi: start nieudany – źle zaprogramowano przed startem system kontroli rakiety z powodu awarii urządzeń obsługi naziemnej
118. 27 grudnia 2000, : GMT; miejsce startu: Plesieck (LC32/1), Federacja Rosyjska
Ładunek: 3 satelity Strzała-3 oraz 3 satelity Goniec-D1; Uwagi: start nieudany – awaria sterowania 3. stopniem, rakieta roztrzaskała się ok. 1000 km od wyspy Wrangla
119. 31 lipca 2001, 08:00 GMT; miejsce startu: Plesieck (LC32/2), Federacja Rosyjska
Ładunek: Koronas-F; Uwagi: start udany
120. 28 grudnia 2001, 03:24 GMT; miejsce startu: Plesieck (LC32/1), Federacja Rosyjska
Ładunek: Goniec-D1 10, Goniec-D1 11, Goniec D1-12, Kosmos 2384, Kosmos 2385, Kosmos 2386; Uwagi: start udany
121. 24 grudnia 2004, 11:20 GMT; miejsce startu: Plesieck (LC32/2), Federacja Rosyjska
Ładunek: Sicz-1M, Mikron; Uwagi: start nieudany – utrata kontroli nad 3. stopniem rakiety
122. 30 stycznia 2009, 13:30 GMT; miejsce startu: Plesieck (LC32/2), Federacja Rosyjska
Ładunek: Koronas-Foton; Uwagi: start udany

## Zderzenie ekwadorskiego satelity ze śmieciami wokół zużytego stopnia rakiety Cyklon-3
23 maja 2013 nad Oceanem Indyjskim ekwadorski satelita NEE-01 Pegaso dokonał przelotu obok zużytego 3. stopnia rakiety Cyklon-3, wystrzelonej w 1985. Pomimo iż nie doszło do bezpośredniego zderzenia satelity ze stopniem, satelita został trafiony przez jeden z odłamków krążących wokół członu. Po tym zdarzeniu dostrzeżono niekontrolowany obrót satelity w dwóch osiach i podjęto próby odzyskania łączności z satelitą, które trwały aż do 28 sierpnia 2013, kiedy to Ekwadorska Cywilna Agencja Kosmiczna uznała Pegaso za straconego.